# NGC 7064
NGC 7061 هي مجرة حلزونية ضلعية قريبة تواجة حافتها الأرض. تبعد حوالي 37 مليون سنة ضوئية وتقع في كوكبة الهندي. لديها قطر يقدر ب 51,000 سنة ضوئية تم اكتشافها من قبل عالم الفلك جون هيرشل في 8 يوليو 1834.

## وصلات خارجية
- NGC 7064 على موقع ويكي سكاي: DSS2, SDSS, GALEX, IRAS, Hydrogen α, X-Ray, Astrophoto, Sky Map, Articles and images